# Mecocerini
Mecocerini es una tribu de coleópteros polífagos de la familia Anthribidae. Contiene los siguientes géneros:

## Géneros
- Acanthothorax Gaede, 1832
- Alloschema Jordan, 1928
- Cappadox Alonso-Zarazaga & Lyal, 1999
- Diastatotropis Lacordaire, 1866
- Dolichocera Gray, 1832
- Eczesaris Pascoe, 1959
- Ethneca Pascoe, 1860
- Mecocerus Schönherr, 1833
- Mecotropis Lacordaire, 1866
- Megax Alonso-Zarazaga & Lyal, 1999
- Perroudius Holloway, 1982
- Phloeophilus Schönherr, 1833
- Platynorhynchus Schönherr, 1839
- Systellorhynchus Blanchard, 1849